# Leuctra subalpina
Leuctra subalpina is een steenvlieg uit de familie naaldsteenvliegen (Leuctridae). De wetenschappelijke naam van de soort is voor het eerst geldig gepubliceerd in 1995 door Vinçon, Ravizza & Aubert.